# Mikael Nilsson (bandyspelare)
Mikael Nilsson, född 12 februari 1984, är en svensk före detta bandyspelare, som spelade i Sandvikens AIK , Brobergs if , Söderfors GoIF och AIK Bandy . Han är bror till Patrik Nilsson.

## Karriär
- Svensk mästare 2011, 2012 och 2014